# Mainzer Landfriede
Der Mainzer Reichslandfrieden von 1235 wurde anlässlich des Reichstags in Mainz am 15. August 1235 von Kaiser Friedrich II. erlassen und wurde bis zum Ende des Heiligen Römischen Reiches zu dessen Grundgesetzen mit Verfassungsrang gezählt. Er war die erste Kaiserurkunde, die nicht nur in lateinischer Sprache, sondern auch in Mittelhochdeutsch formuliert wurde.

## Vorgeschichte

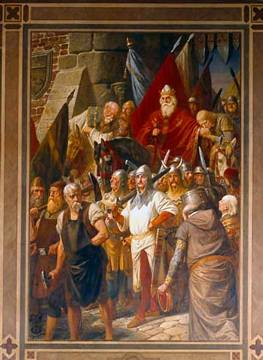
Heinrich IV. verkündet den Landfrieden in Mainz. Wandbild des Kaisersaals in Goslar (1880)

Schon seit dem 11. Jahrhundert erstrebte die Landfriedensbewegung die Fortsetzung der Gottesfrieden. Geschaffen wurde der erste Reichslandfriede von Heinrich IV. als sogenannter Erster Mainzer Reichslandfriede im Jahre 1103 für vier Jahre, nachdem er bereits 1085 den Mainzer Gottesfrieden der Kirche verkündet hatte. Alle Landfrieden waren auf eine bestimmte Anzahl von Jahren begrenzt. 1152 verkündete Friedrich I. Barbarossa den Großen Reichslandfrieden, der auf das ganze Reich ausgedehnt wurde. Bereits 1186 wurde festgelegt, dass eine Fehde förmlich durch einen Fehdebrief zu erklären sei und erst drei Tage nach der Erklärung begonnen werden durfte. Unter Barbarossa beginnt auch das Römische Recht als „Kaiserrecht“ in der Reichspolitik eine größere Rolle zu spielen. Unter Friedrich II. kam es dann zu einem intensiven Einsatz kodifizierten Rechts. So werden u. a. 1231 die nur für das Königreich Sizilien gültigen Konstitutionen von Melfi erlassen, die auch eine inquisitorische Strafverfolgung ermöglichten. Parallel dazu entsteht in dieser Zeit als private Sammlung auch der deutschsprachige Sachsenspiegel.

## Inhalt
Da es sich beim Mainzer Landfrieden nun um einen zeitlich unbegrenzten Verfassungsakt handelt, stellt dieser die Krönung der kaiserlichen Landfriedenspolitik im Hochmittelalter dar. Gleichzeitig erreichte im Mainzer Landfrieden aber auch die Regalienpolitik Friedrichs II. ihren Höhepunkt, da hier im Prinzip alle fürstlichen Rechte als lediglich vom Kaiser ausgegebene Regalien dargestellt wurden.
Der Mainzer Landfrieden umfasst 29 Artikel und enthält – neben strafrechtlichen Bestimmungen – Vorschriften über Gerichts-, Münz-, Zoll- und Verkehrswesen, über das Geleit- und Befestigungsrecht, die Kirchenvogtei und das Hofrichteramt. Vor allem wurde aber das Fehderecht erheblich eingeschränkt, das 260 Jahre später im Ewigen Landfrieden von 1495 gänzlich abgeschafft wurde. Als Ritter, Fürst oder auch als Stadt zur Fehde zu greifen, wenn man sich in seinen Rechten verletzt sah, galt bisher immer noch als legitim.
Der Mainzer Landfriede hob dieses Recht auch nicht auf, sondern unterwarf das Fehderecht vorgegebenen Verfahrensregeln. Er schützte erneut die zu dieser Zeit nicht „waffenfähigen“ Personen wie Frauen, Bauern, Juden, Geistliche, Kaufleute etc. sowie Kirchen und Kirchhöfe. Verletzungen dieser Schutzbereiche sollten zu Sanktionen führen.
Außerdem musste vor Beginn einer Fehde zunächst ein Gericht angerufen werden und ein rechtskräftiges Urteil erzielt werden. Erst wenn dies nicht zum Erfolg führte, durfte eine Fehde aufgenommen werden. Damit trat ein geregeltes Gerichtsverfahren zumindest zunächst an die Stelle des Faustrechts.
Den Grundgedanken fixiert Art. 5 Satz 1 des Landfriedens: „Recht und Gericht sind geschaffen, damit niemand Rächer seines eigenen Unrechts werde; denn wo die Autorität des Rechts fehlt, herrschen Willkür und Grausamkeit.“
Mit dem Mainzer Landfrieden wurde auch eine Gerichtsbarkeit institutionalisiert. Das Amt eines ständigen Hofrichters am Königlichen Hofgericht wurde eingerichtet, das später als Königliches Kammergericht fungierte und schließlich 1495 vom Reichskammergericht abgelöst wurde.
Der Schutz des Landfriedens – also die Wahrung der Inneren Sicherheit und die Ächtung organisierter nichtstaatlicher Gewalt zur Durchsetzung vermeintlicher Rechte – ist auch heute noch ein hohes Gut der Rechtsordnung. Landfriedensbruch wird in Deutschland nach § 125 Strafgesetzbuch (StGB) bestraft.